# 브리지 (소속사)
브리지 엔터테인먼트(Bridge Entertainment)는 대한민국의 가수 효린이 씨스타 해체 이후 2017년에 설립한 연예 기획사이다. 사명은 다양한 음악적 시도를 통하여 대중과 소통하는 다리 역할을 하겠다는 의미에서 지어졌다.